# 三川雄三
三川 雄三（みかわ ゆうぞう、1925年8月25日 - 2008年）は、日本の俳優、声優。東京都出身。希楽星に所属していた。以前は劇団文化座に所属していた。

## 人物
身長160cm。体重56.5kg。
特技は弓道。

## 出演

### テレビドラマ

#### NHK
- 宇宙人ピピ（1966年）
- 大河ドラマ
  - 竜馬がゆく（1968年） - 小笠原唯八
  - 樅ノ木は残った（1970年） - 猪吉
  - 春の坂道（1971年）
  - 国盗り物語（1973年） - 坊官
  - 風と雲と虹と（1976年） - 民人、里人
  - 花神（1977年） - 宿場役人
  - 草燃える（1979年） - 僧
  - 獅子の時代（1980年） - 小樽の商店主
  - おんな太閤記（1981年） - 医者
  - 峠の群像（1982年） - 旅籠の主人
  - 春の波涛（1985年） - 男
  - 翔ぶが如く（1990年） - 男
  - 八代将軍吉宗（1995年）
  - 秀吉（1996年） - 頭領
- アイウエオ（1968年）
- 少年ドラマシリーズ / ユタと不思議な仲間たち（1974年）
- 男たちの旅路
  - 第1部（1976年）
  - 第3部（1977年）
- 明治の群像 海に火輪を（1976年）
  - 第8話「星亨」
  - 第10話「小村寿太郎」 - 寺内正毅
- 日本の戦後
  - 第5集「一歩退却二歩前進 二・一ゼネスト前夜」（1977年）
  - 第6集「くにのあゆみ 戦後教育の幕あき」（1977年）
  - 第7集「退陣の朝 革新内閣の九ヶ月」（1977年）
  - 第9集「老兵は死なず マッカーサー解任」（1978年）
  - 第10集「オペラハウスの日章旗 サンフランシスコ講和会議」（1978年）
- 土曜ドラマ
  - 松本清張シリーズ・最後の自画像（1977年）
  - サスペンスロマンシリーズ 死にたがる子（1979年）
  - 松本清張シリーズ・けものみち（1982年）
  - 十九歳（1989年）
- 男子の本懐（1981年）
- 御宿かわせみ
  - 第1シリーズ（1981年）
  - 第2シリーズ（1983年）
- 立花登 青春手控え（1982年）
- 項羽と劉邦（1983年）
- 勇者は語らず いま、日米自動車戦争は（1983年）
  - 第1話「いま、日米自動車戦争は」
  - 第3話「きのう、二人は戦友だった」
- 連続テレビ小説
  - おしん（1984年）
  - チョッちゃん（1987年）- 管理人
  - ひまわり（1996年）
  - ちゅらさん2（2003年）
- 新 夢千代日記（1984年）
- 新大型時代劇 / 真田太平記（1985年）
- ドラマ人間模様 / 花へんろ 風の昭和日記III（1988年）
- 続・イキのいい奴（1988年）
- 銀河テレビ小説 / 新橋烏森口青春篇（1988年）
- 大石内蔵助 冬の決戦（1991年）
- 金曜時代劇 / 腕におぼえあり 第3シリーズ（1993年） - 老爺
- ドラマ愛の詩 / ぼくのメジャーリーグ～白球の行方～（1998年）
- 水曜シリーズドラマ / 必要のない人（1998年）
- 衛星ドラマ劇場 / 櫂（1999年）
- しくじり鏡三郎（1999年）
- 土曜特集 /ドラマ 介護ビジネス（2001年）
- ルージュ（2001年）
- 焼け跡のホームランボール（2002年）
- よるドラシリーズ / どんまい!（2005年）

#### 日本テレビ
- 伝七捕物帳
  - 第96話「死神が匙を投げた女」（1976年） - 三左衛門
  - 第142話「人情妻恋花火」（1977年）
  - 第160話「大江戸裏町出世双六」（1977年）
- 愛のサスペンス劇場 / 愛が見えますか…（1976年）
- 前略おふくろ様 第2シリーズ（1976年） - 八百源
- 新五捕物帳（1978年） - おやじ
- 太陽にほえろ!
  - 第435話「スター」（1980年）
  - 第576話「刑事・山さん」（1983年）
  - 第620話「素晴らしき人生」（1984年）
  - 第651話「号泣」（1985年）
  - 第669話「刑事にだって秘密はある!」（1985年）
- 警視-K（1980年）
- 金曜劇場 / 私はタフな女（1981年）
- 俺はご先祖さま（1981年）
- 火曜サスペンス劇場
  - 受験地獄（1982年）
  - 二度目のさよなら（1985年）
  - 盲目のピアニスト（1987年）
  - 山岳ミステリー4（1991年）
  - ラブレター（1995年）
- 刑事物語'85（1985年）
- 水曜グランドロマン / お市御寮人（1989年）
- 土曜グランド劇場 / 君だけに愛を（1991年）
- お熱いのがお好き?（1998年）
- 土曜ドラマ
  - バーチャルガール（2000年）
  - 演歌の女王（2007年）
- ナースマン（2002年）
- 水曜ドラマ
  - 東京庭付き一戸建て（2002年）
  - 幸福の王子（2003年）
- 彼女が死んじゃった（2004年）

#### TBS
- 東芝日曜劇場
  - 名もなく貧しく美しく（1976年）
  - 女と味噌汁（1977年）
  - 姉妹（1977年）
  - 松本清張おんなシリーズ・張込み（1978年）
  - 山椿（1980年） - 婚礼の客
  - しづの生涯（1981年）
  - あした幸福（1981年）
  - ああ、たらちねの母（1985年）
  - ふたり（1988年）
  - お兄ちゃんの選択（1994年）
- 高原へいらっしゃい 第7話（1976年）
- 岸辺のアルバム 第7話（1977年）
- 花王愛の劇場
  - 別れて生きる時も（1978年）
  - 北の宿から（1979年）
  - 夫婦（1982年）
  - 天までとどけ（1991年） - おでん屋のおやじ
  - 赤い迷宮（1993年）
- 青春の門 第二部（1978年）
- 七人の刑事 第3シーズン
  - 第7話「愛と憎しみの殺人」（1978年）
  - 第38話「夜歩く死者」（1979年）
  - 第57話「幸せの小さな旅」（1979年）
- 人はそれをスキャンダルという（1979年）
- 木曜座 / たとえば、愛（1979年） - 屋台の主人
- 熱い嵐（1979年）
- 不毛地帯（1979年） - とり安の親爺
- 沿線地図（1979年） - タクシーの運転手
- 明日の刑事（1979年）
- 金曜ドラマ / 突然の明日（1980年）
  - 第4話「私を買って下さい」
  - 第5話「父は必要ではない」
- 噂の刑事トミーとマツ
  - 第1シリーズ 第13話（1980年） - 銭湯の主人
  - 第1シリーズ 第45話（1980年）
  - 第2シリーズ 第19話（1982年） - 工藤の伯父
- 玉ねぎむいたら…（1981年） - ガードマン
- 想い出づくり。（1981年）
- あまく危険な香り（1982年） - コック
- ザ・サスペンス / 消えたスクールバス（1982年）
- 野々村病院物語II（1982年）
- 高校聖夫婦（1983年）
- 昭和四十六年 大久保清の犯罪（1983年）
- うちの子にかぎって…（1984年） - 老人
- 乳姉妹（1985年）
- 親にはナイショで…（1986年）
- 男女7人夏物語（1986年）
- おんな風林火山（1986年）
- 橋田壽賀子ドラマ おんなは一生懸命（1987年） - 宿の客
- 土曜ドラマスペシャル / 逃げて逃げて…（1988年）
- TBS大型時代劇スペシャル / 赤ひげ（1989年）
- ドラマチック22 / お交際したい!! ちょっと待った-（1989年）
- 特別企画ドラマ / 閨閥（1990年）
- 春のドラマスペシャル / 大逃走!!（1991年）
- ギミア・ぶれいく / 蔭洲升を覆う影（1992年）
- ドラマ特別企画 / エホバの証人輸血拒否事件（1993年）
- RUN（1993年）
- 月曜ドラマスペシャル→月曜ミステリー劇場
  - 西村京太郎サスペンス 十津川警部シリーズ
    - 10（1995年） - 農家
    - 24（2002年） - 近所の住人

  - あの声は悪魔の囁き（1995年）
  - 西村京太郎旅情サスペンス特別版 ミステリー列車が消えた!（1995年）
  - ハロー張りねずみ（1996年）
- ひとりぼっちの君に（1998年）
- 教習所物語（1999年）
- かまいたちの夜（2002年）
- ブラックジャックによろしく（2003年） - 金子敏夫
- Stand Up!!（2003年）
- 幸せになりたい!（2005年）

#### フジテレビ
- 土曜劇場 / 白い巨塔（1978年） - 新聞記者
- 金曜劇場 / 君は海を見たか（1982年）
- 木曜劇場
  - ライスカレー（1986年）
  - クセになりそな女たち（1987年）
  - 愛という名のもとに（1992年）
  - ジュニア・愛の関係（1992年）
    - 第1話
    - 第2話

  - コーチ（1996年）
  - こんな恋のはなし（1997年）
  - 恋愛偏差値（2002年）
- 金曜女のドラマスペシャル / 弁護側の秘密（1986年）
- 北の国から '87初恋（1987年）
- 男と女のミステリー
  - 三姉妹は電話がお好き!（1988年）
  - 罠の中の女（1988年）
- 土曜ワイド / フローズン・ナイト ～凍てつく真夏の夜～「タクシードライバーの恐怖」（1989年）
- 愛しあってるかい!（1989年）
- 日本一のカッ飛び男（1990年）
- 世にも奇妙な物語
  - 「悪魔のゲームソフト」（1990年） - 運転手
  - 世にも奇妙な物語 冬の特別編「王将」（1991年）
- 忠臣蔵 風の巻・雲の巻（1991年）
- 金曜ドラマシアター
  - 片岡鶴太郎の金田一耕助シリーズ3（1992年）
  - フィリッピーナを愛した男たち（1992年）
- 花王ファミリースペシャル / 千代の富士物語（1992年）
- 金曜エンタテイメント
  - 課長島耕作
    - 1（1993年）
    - 3（1994年）

  - 名探偵 明智小五郎1（1994年）
  - 女たちの戦争（1995年）
  - 内田康夫ミステリー 多摩湖畔殺人事件（1995年）
- みにくいアヒルの子（1996年）
- ナニワ金融道2（1996年）
- 踊る大捜査線（1997年）
  - 連続ドラマ
  - 踊る大捜査線 歳末特別警戒スペシャル
- 鬼の棲家 Don’t be a cry baby（1999年）
- 意地悪ばあさんリターンズ 伝説のばあさんVS湾岸署スリーアミーゴス意地悪バトル（1999年）
- ショカツ（2000年）
- ウエディングプランナー SWEET デリバリー（2002年）
- 天体観測（2002年）
- 新春ドラマ / 愚痴2（2004年）

#### テレビ朝日
- 特別機動捜査隊
  - 第293話「飛び散る青春」（1967年） - 正造
  - 第314話「アイデア夫人の場合」（1967年） - 沢田
  - 第370話「挑戦」（1968年）
  - 第432話「コタンの女」（1970年） - 黒木
  - 第630話「声なき女 ある娼婦の詩」（1973年） - 倉本
  - 第646話「嘆きの天使」（1974年） - 父兄
  - 第659話「俺が愛した女だ!!」（1974年） - 河崎
  - 第681話「襲われた夜」（1974年） - 伸一
  - 第726話「兄とその妹」（1975年） - 警官
- 五番目の刑事（1970年） - 運転手
- 変身忍者 嵐（1972年）
- 特捜最前線
  - 第4話「愛と炎の街」（1977年）
  - 第14話「過去を撃つ女」（1977年）
  - 第113話「若者狩り・恐怖のラブレター!」（1979年）
  - 第393話「オレンジ色の傘の女!」（1984年）
  - 第457話「終着駅の女II 上野駅・徳永礼子の犯罪!」（1986年）
- ザ・ハングマン
  - ザ・ハングマン 燃える事件簿→ザ・ハングマン
    - 第2話「その命 五千万」（1980年）
    - 第20話「恐怖の水中逆さ吊り」（1981年）

  - ザ・ハングマン4（1984年）
- スーパー戦隊シリーズ
  - 高速戦隊ターボレンジャー（1989年） - 坂田金造
  - 鳥人戦隊ジェットマン（1991年） - バスの乗客
  - 未来戦隊タイムレンジャー（2000年） - 謎の老人
- 土曜ワイド劇場
  - 悪女の季節（1990年）
  - ひとり魔殺人事件（1991年）
  - 森村誠一の終着駅シリーズ3（1992年）
- 七人の女弁護士 第1シリーズ（1991年）
- 火曜ミステリー劇場 / 伊豆天城越え殺人山脈（1991年）
- はみだし刑事情熱系 PART3（1998年）

#### テレビ東京
- 大江戸捜査網 第3シリーズ（1983年）
- 女無宿人 半身のお紺（1991年）
- 森繁久弥ドラマスペシャル / おじいさんの台所（1997年）
- 木曜洋画劇場 / 開幕ベルは華やかに（2002年）※銃指導
- 女と愛とミステリー / 捜査検事・近松茂道4（2004年） - 天野の父

#### NHK-BS2
- BSサスペンス / 天上の青（1994年）

#### BS-i
- 怪談新耳袋 第3シリーズ（2004年）

#### BSフジ
- バベル〜The Tower of Babel〜（2002年）
  - 第6話
  - 第7話

### 映画
- 八つ墓村（1977年）
- マルサの女（1987年） - 機動部統括官
- マルサの女2（1988年） - 地鎮祭の客
- その男、凶暴につき（1989年） - 船頭
- ミンボーの女（1992年） - ホテルマン
- 呪怨 パンデミック（2006年）

### テレビアニメ
- 昆虫物語 みなしごハッチ（1970年）
- クッキングパパ（1992年 - 1994年） - 根子田の父、老医師、支社長、じっちゃん、満
- 姫ちゃんのリボン（1992年） - レン、大地の祖父、プロデューサー
- ストリートファイターII V（1995年） - 老人
- 爆れつハンター（1995年 - 1996年） - 村長、オヤジ、老人
- ハーメルンのバイオリン弾き（1996年） - 村人

### 劇場アニメ
- KAZU&YASU ヒーロー誕生（1995年） - 祖父

### 吹き替え
- 長くつ下のピッピ

### ラジオドラマ
- 西遊妖猿伝（1989年 - 1990年） - 李淵
- サイパンの青い海
- ありがとう
- おいしいコーヒーのいれ方